# Ariaramnes
Ariaramnes (en persa antiguo: 𐎠𐎼𐎡𐎹𐎠𐎼𐎶𐎴 Aryāramna "El que trae la paz a los arios (es decir, los iranios)"; griego: Ἀριαράμνης) era el bisabuelo del rey persa Darío I, y un miembro de la dinastía Aqueménida.
De acuerdo a la Inscripción de Behistún de Darío, era uno de los hijos de Teispes. En ciertas inscripciones supuestamente halladas en Hamadán, se puede ver tanto a Ariaramnes como a su hijo Arsames utilizando el título de "Rey de Persia". No obstante, hoy en día hay consenso en cuanto a que estas inscripciones son en realidad obra, o bien de falsificadores modernos, o bien de alguno de los sucesores de Darío. En caso de haber reinado Ariaramnes en Persia, lo habría hecho al mismo tiempo que su hermano Ciro I de Anshan, lo cual, ciertamente, no es inverosímil. 

| Predecesor: Teispes | Rey de Persia 640 a. C. – 590 a. C. | Sucesor: Arsames |